# Casa De Juntas De Gernika
Casa De Juntas De Gernika är ett monument i Spanien.   Det ligger i provinsen Bizkaia och regionen Baskien, i den norra delen av landet, 300 km norr om huvudstaden Madrid. Casa De Juntas De Gernika ligger 23 meter över havet.
Terrängen runt Casa De Juntas De Gernika är huvudsakligen lite kuperad. Casa De Juntas De Gernika ligger nere i en dal. Runt Casa De Juntas De Gernika är det ganska tätbefolkat, med 67 invånare per kvadratkilometer. Närmaste större samhälle är Gernika-Lumo, 0,49 km nordväst om Casa De Juntas De Gernika. I omgivningarna runt Casa De Juntas De Gernika växer i huvudsak blandskog.